# Zacompsa festa
Zacompsa festa är en insektsart som beskrevs av Karsch 1893. Zacompsa festa ingår i släktet Zacompsa och familjen gräshoppor. Inga underarter finns listade i Catalogue of Life.